# Високе (Великопольське воєводство)
Високе (пол. Wysokie) — село в Польщі, у гміні Крамськ Конінського повіту Великопольського воєводства.
Населення — 329 осіб (2011).
У 1975-1998 роках село належало до Конінського воєводства.

## Демографія
Демографічна структура станом на 31 березня 2011 року:
|          | Загалом | Допрацездатний вік | Працездатний вік | Постпрацездатний вік |
| -------- | ------- | ------------------ | ---------------- | -------------------- |
| Чоловіки | 156     | 39                 | 100              | 17                   |
| Жінки    | 173     | 32                 | 101              | 40                   |
| Разом    | 329     | 71                 | 201              | 57                   |